# نوویه اوسی
نوویه اوسی (به لاتین: Novyye Usy) یک منطقهٔ مسکونی در روسیه است که در باشقیرستان واقع شده است.